# Luci Octavi Lígur
Luci Octavi Lígur (en llatí Lucius Octavius Ligur) va ser un senador romà. També va ser tribú de la plebs l'any 82 aC junt amb un germà seu de nom Marc Octavi Lígur (Marcus Octavius Ligur).
L'any 74 aC va ajudar al seu germà contra un injust procés que el pretor de Sicília Verres havia establert contra ells. Probablement és el mateix Lígur que Ciceró menciona en una de les seves epístoles a Tit Pomponi Àtic.